# Liste der Monuments historiques in Mastaing
Die Liste der Monuments historiques in Mastaing führt die Monuments historiques in der französischen Gemeinde Mastaing auf.

## Liste der Bauwerke
| Bezeichnung      | Beschreibung | Standort | Kennzeichnung | Schutzstatus   | Datum     | Bild           |
| ---------------- | ------------ | -------- | ------------- | -------------- | --------- | -------------- |
| Kirche St-Martin |              | (Lage)   | PA00107744    | Classé Inscrit | 1921 1956 | weitere Bilder |